# Lycée français du Koweït
Le Lycée français du Koweït, dit "LFK" (arabe : مدرسة الکویت الفرنسیة) est situé dans le quartier Al-Salamīyah de l'émirat du Koweït. 
Il rassemble des étudiants de plus de quarante nationalités, de tout niveau scolaire, de la maternelle au baccalauréat. 
L'établissement est homologué par le ministère français de l’Éducation nationale et partenaire de l'AEFE. Il est intégré au réseau des 480 lycées français officiels de l’Étranger qui ont en commun les mêmes programmes élaborés par le ministère de l’Education nationale.

## Le lycée
Le taux de réussite au baccalauréat est de 100 % entre 2012 et 2014, toutes filières confondues, et de 93 % en 2015 (dont 85 % avec mention)[réf. nécessaire].

## Les langues
La langue d'enseignement est le français, mais le cursus comprend également un cours de langue arabe. Un enseignement coranique facultatif est dispensé.
Durant leur scolarité, les élèves sont amenés à parler couramment deux à trois langues (français, anglais, arabe) apprises dès la maternelle, pour favoriser des études à l'international, principalement en France, au Canada et aux États-Unis. À partir de la classe de quatrième, les élèves ont accès à la LV2 ou LV3 espagnol ou allemand (option avec le CNED).

## L'uniforme
Le port de l'uniforme y est obligatoire. Celui-ci se compose d'un bas bleu foncé, de type jeans, et d'un polo blanc avec l'écusson du lycée. En hiver, les élèves peuvent porter une veste à capuche bleu foncé portant l'écusson du lycée. Un ensemble de polos et de vestes peut également être acheté et porté au sein du lycée. Les jeans troués et les jupes courtes (au-dessus du genou) sont interdits.